# 우니온

우니온(독일어: Union)은 독일 연방의회에 존재하는 교섭단체이자 자매정당인 독일 기독교민주연합과 바이에른 기독교사회연합을 통칭해서 부르는 명칭이다. 우니온은 '연합'이라는 뜻으로, 기민련과 기사련 당명에 각각 연합이 들어가는 데서 기인한다. 연방의회에서 두 당은 단일 교섭단체를 구성하는데, 이 교섭단체의 명칭이 기민/기사연합(독일어: CDU/CSU)이기 때문에 두 당을 통칭할 때 기민/기사연합이라는 용어도 자주 사용된다. 현재 우니온 교섭단체의 원내대표는 기민련 출신의 프리드리히 메르츠이다.
독일연방공화국 형성 후 기민련은 바이에른주의 독자성을 인정해 주 내 기독교 정당으로서 기사련의 독점적 위치를 허락했으며, 따라서 바이에른주에서 치러지는 선거에 자당 후보를 출마시키지 않고 기사련을 지지해왔다. 반대로 기사련은 연방 내 기민련의 우위를 인정했으며, 이에 따라 바이에른주 외 지역에서 치러지는 선거에는 자당 후보를 출마시키지 않아왔다. 총선 국면에서 기민련과 기사련은 공동으로 총리후보를 내는데, 1980년과 2002년 총선을 제외한 모든 총리후보는 기민련에서 배출했다. 더불어 1980년과 2002년 총선에서 우니온은 모두 사민당에게 총리 배출권을 넘겨줬기 때문에 결과적으로 기사련은 지금까지 총리를 배출하지 못했다.

## 역대 선거결과
| 년도   | 정당 득표  | 지지율 | 의석 수   | +/– | 집권 여부 |
| ------ | ---------- | ------ | --------- | --- | --------- |
| 1949년 | 7,359,084  | 31.0   | 139 / 402 |     | 여당      |
| 1953년 | 12,443,981 | 45.2   | 249 / 509 | 82  | 여당      |
| 1957년 | 15,008,339 | 50.2   | 277 / 519 | 25  | 여당      |
| 1961년 | 14,298,372 | 45.3   | 251 / 521 | 21  | 여당      |
| 1965년 | 15,524,068 | 47.6   | 251 / 518 | 1   | 여당      |
| 1969년 | 15,195,187 | 46.1   | 250 / 518 | 1   | 야당      |
| 1972년 | 16,806,020 | 44.9   | 234 / 518 | 15  | 야당      |
| 1976년 | 18,394,801 | 48.6   | 254 / 518 | 15  | 야당      |
| 1980년 | 16,897,659 | 44.5   | 237 / 519 | 16  | 야당      |
| 1983년 | 18,998,545 | 48.8   | 255 / 520 | 17  | 여당      |
| 1987년 | 16,761,572 | 44.3   | 234 / 519 | 17  | 여당      |
| 1990년 | 20,358,096 | 43.8   | 319 / 662 | 83  | 여당      |
| 1994년 | 19,517,156 | 41.4   | 294 / 672 | 24  | 여당      |
| 1998년 | 17,329,388 | 35.1   | 245 / 669 | 46  | 야당      |
| 2002년 | 18,482,641 | 38.5   | 248 / 603 | 8   | 야당      |
| 2005년 | 16,631,049 | 35.2   | 226 / 614 | 10  | 여당      |
| 2009년 | 14,658,515 | 33.8   | 239 / 622 | 14  | 여당      |
| 2013년 | 18,165,446 | 41.5   | 311 / 630 | 61  | 여당      |
| 2017년 | 15,315,576 | 32.9   | 246 / 709 | 65  | 여당      |
| 2021년 | 11,178,298 | 24.1   | 197 / 736 | 49  | 야당      |
| 2025년 | 14,158,432 | 28.5%  | 208 / 630 | 11  |           |

## 같이 보기
- 오스트리아 국민당
- 독일의 내각제
- 독일의 종교